# Litky (obwód żytomierski)
Litky (ukr. Літки, hist. pol. Litki) – wieś na Ukrainie, w obwodzie żytomierskim, w rejonie korosteńskim, w hromadzie Łuhyny. W 2001 liczyła 699 mieszkańców, spośród których 690 wskazało jako ojczysty język ukraiński, 7 rosyjski, 1 mołdawski, a 1 białoruski.